# Antaplaga
Antaplaga is een geslacht van vlinders van de familie Uilen (Noctuidae), uit de onderfamilie Hadeninae.

## Soorten
- A. alesaea Dyar, 1918
- A. atrolinea Barnes & McDunnough, 1912
- A. biundulalis Zeller, 1872
- A. composita H. Edwards, 1884
- A. dela Druce, 1904
- A. dimidiata Grote, 1877
- A. hachita Barnes, 1904
- A. melanocrypta Dyar, 1912
- A. plesioglauca Dyar, 1912
- A. prepontendyta Dyar, 1914
- A. pyralina Schaus, 1904
- A. pyronea Druce, 1895
- A. sexseriata Grote, 1881